# Lionello Venturi
Pour les articles homonymes, voir Venturi.
 (novembre 2018).
Si vous disposez d'ouvrages ou d'articles de référence ou si vous connaissez des sites web de qualité traitant du thème abordé ici, merci de compléter l'article en donnant les références utiles à sa vérifiabilité et en les liant à la section « Notes et références ».
Lionello Venturi (Modène, 25 avril 1885 – Rome, 14 août 1961) est un critique historien de l'art italien.

## Biographie
Fils de Adolfo Venturi, il est l'un des 12 universitaires qui, en 1931, refusèrent de prêter le serment de fidélité au fascisme, perdant ainsi leur chaire. Il part ensuite pour Paris, où il reste jusqu'en 1939, puis à New York jusqu'en 1944. En 1945, il retourne à Rome, où il reprend l'enseignement universitaire jusqu'en 1955.
Il obtient l'équivalent du baccalauréat français au lycée E. Q. Visconti de Rome et un diplôme de Lettres à Rome en 1907.
En 1909-1910, il obtient la charge d'Inspecteur des Musées de Venise et en 1911-1912 de la Galerie Borghèse de Rome. En 1913-1914, il est Directeur et Surintendant du Musée National d'Urbino. En 1914-1915 il obtient la chaire d'Histoire de l'Art à l'Université de Turin. À l'entrée en guerre de l'Italie, il s'engage a comme volontaire dans une compagnie de mitrailleurs. Blessé à l'œil lors d'un combat, ce qui lui valut une médaille militaire, il fut renvoyé dans son foyer en 1917.
En 1919, nommé Professeur à l'université de Turin, il enseigne jusqu'en 1931, année de son départ pour Paris, où il est membre du groupe antifasciste « Justice et Liberté. » Il donne des conférences et des cours dans les Universités de Paris, Londres, Cambridge mais aussi aux États-Unis, où il se rend au moins deux fois avant d'y émigrer. À son arrivée à New-York, en 1939, il adhère à la « Mazzini Society », fondé par Gaetano Salvemini avec entre autres Giuseppe Antonio Borgese, Randolfo Pacciardi, Aldo Garosci, Carlo Sforza, Alberto Tarchiani et Max Ascoli.
Parmi ces nombreuses publications sur l'histoire et la critique d'art, figurent Giorgione et le Giorgionisme de 1913 ; La critique et l'art de Léonard de Vinci de 1919 ; Le goût des primitifs de 1926 ; Histoire de la critique d'art éditée en langue anglaise (1936), puis en français (1938) et seulement en 1945 en italien et de nombreux essais sur le Caravage, Modigliani (1930), Cézanne et les Impressionnistes français (1936), Rouault (1940 et 1943), Chagall (1945), Lalla Romano, Soldati, Spazzapan, Severini, etc.
Parmi ces disciples, on compte Bruno Zevi, Giulio Carlo Argan, Cesare Brandi, Valentino Martinelli, Maurizio Calvesi, Nello Ponente, Enrico Crispolti, Eugenio Battisti, Luigi Grassi, Creigthon E. Gilbert. Il est le père de l'historien Franco Venturi.
La bibliothèque de ce chercheur est répartie entre les universités de Rome, Pérouse et Turin.

## Ouvrages
- Pour comprendre la peinture : de Giotto à Chagall (1950).
- Études biographiques et critiques, collection Le Goût de notre temps, Éditions d'art Albert Skira :
  - Piero della Francesca (1954),
  - Chagall (1956), no 18.
- Jan Meyer, Éditions Galerie Podigliani, Rome, 1959.
- Histoire de la critique de l'Art (1936, trad. 1968).